# Кызылкия (Восточно-Казахстанская область)
Кызылкия (каз. Қызылқия) — упразднённое село в Зайсанском районе Восточно-Казахстанской области Казахстана. Входило в состав сельского округа Сарытерек. Код КАТО — 634643105. Ликвидировано в 2009 г.

## Население
В 1999 году население села составляло 26 человек (14 мужчин и 12 женщин). По данным переписи 2009 года, в селе проживало 12 человек (7 мужчин и 5 женщин).